# 7Letras
7Letras ist ein brasilianischer Buchverlag, der 1990 in Rio de Janeiro gegründet wurde und auf Dichtung spezialisiert ist.

## Geschichte
7Letras begann seine Aktivitäten in einem kleinen Buchladen im Stadtviertel Jardim Botânico in Rio de Janeiro. Als Pionier des Print-on-Demand-Systems publizierte er Mitte der 1990er Jahre mehrere Gedichtbände kurzer Länge und erweiterte mit Anerkennung von Lesern und Kritikern seinen Katalog um wissenschaftliche Publikationen in verschiedenen Bereichen – insbesondere Philosophie, Geschichte und Sozialwissenschaften – und mit der Schaffung der literarischen Zeitschriften Inimigo Rumor (der Poesie gewidmet) und Ficções (Zeitschrift für Prosa), die dazu beigetragen haben, mehrere wichtige Namen in der zeitgenössischen brasilianischen Literatur zu enthüllen. 
Später, nach einigen hundert Titeln, ein paar tausend Leser und mehreren Literaturpreisen, (unter anderem der Prêmio Jabuti) eröffnete 7Letras 2012 eine neue Buchhandlung, diesmal in Ipanema – und fuhr mit seiner wichtigen Arbeit der Enthüllung neuer Autoren fort, immer bemüht um kreative Lösungen, um die brasilianische und internationale literarischen Kunst.
Er veröffentlichte unter anderem Werke von Veronica Stigger, Carola Saavedra und Luiz Ruffato.
2012 erschien in 7Letras im Rahmen des Poesiefestivals Berlin eine Anthologie brasilianischer und deutscher Dichter, die sich gegenseitig übersetzt haben.
Er firmiert auch als Editora 7Letras, ausgesprochen wird die Firma als Sete Letras.